# Cempaka (Plumbon)
Cempaka is een bestuurslaag in het regentschap Cirebon van de provincie West-Java, Indonesië. Cempaka telt 5332 inwoners (volkstelling 2010).